# Vierville-sur-Mer
Vierville-sur-Mer est une commune française du département du Calvados dans la région Normandie, peuplée de 232 habitants.
Le village, la « plage d'or » qui s'étend depuis la Percée, passant par Saint-Laurent-sur-Mer et Colleville-sur-Mer jusqu'aux falaises de Sainte-Honorine-des-Pertes, a fait l'objet, parmi les villages voisins côtiers, le 6 juin 1944, d'un important débarquement de soldats et de matériels militaires des forces alliées lors de la bataille de Normandie : le débarquement sur les plages d'Omaha Beach.

## Géographie
Vierville-sur-Mer est à 50 km de Saint-Lô par la D 9, à 20 km de Bayeux et à 50 km de Caen par la N 13. Le village se situe dans la partie géologique du Bessin, entouré essentiellement de champs de cultures dans un environnement bocager. La fertilité des terres y permet la culture de céréales, fruits et légumes.
| Manche                                         | Manche                                        | Manche                |
| Formigny La Bataille (comm. dél. de Louvières) | Vierville-sur-Mer                             | Saint-Laurent-sur-Mer |
|                                                | Formigny La Bataille (comm. dél. de Formigny) |                       |

### Hydrographie
La commune est située dans le bassin Seine-Normandie. Elle est drainée par la Fontaine de Fumichon,.

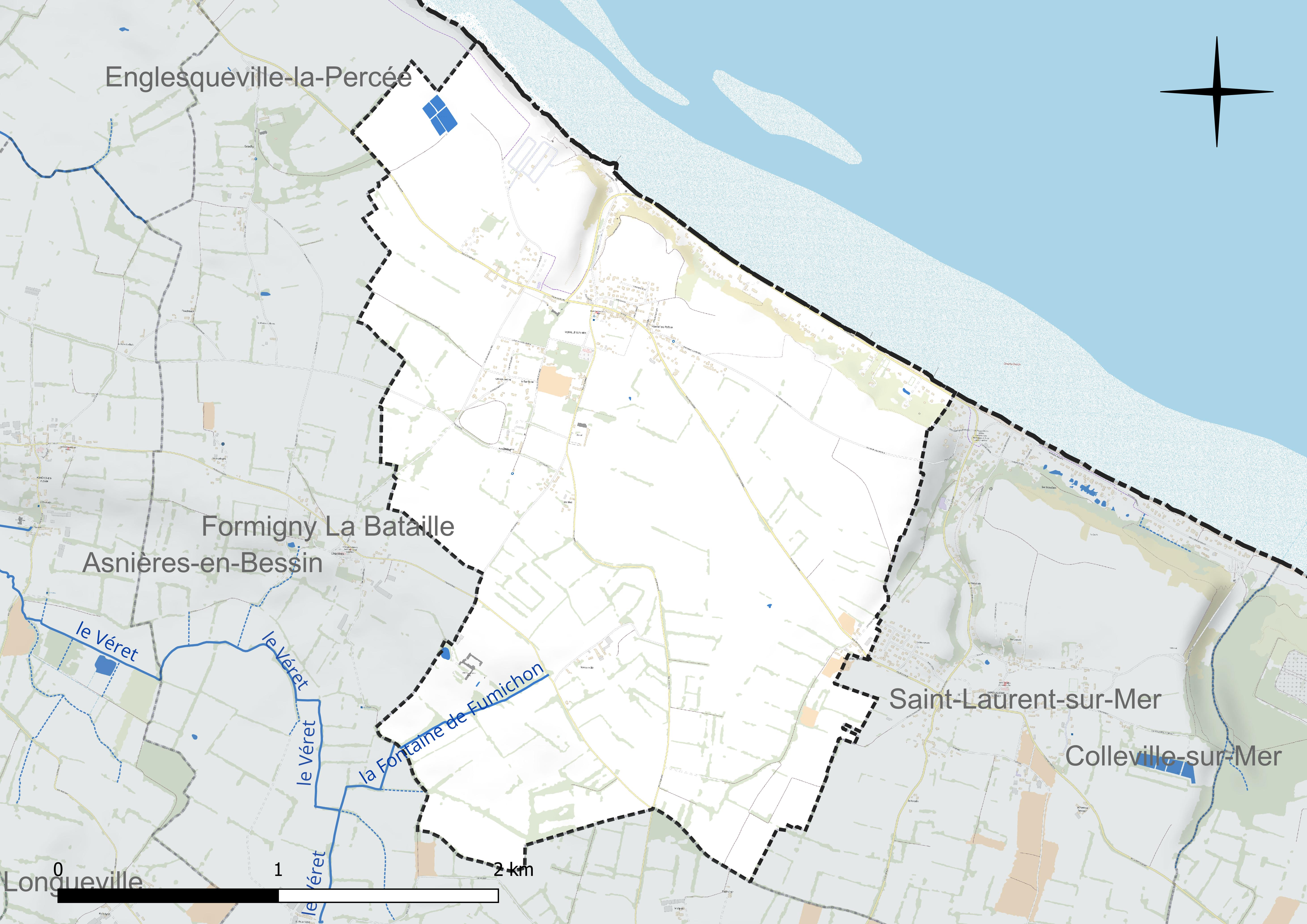
Réseau hydrographique de Vierville-sur-Mer.

### Climat
Pour des articles plus généraux, voir Climat de la Normandie et Climat du Calvados.
En 2010, le climat de la commune est de type climat océanique franc, selon une étude du CNRS s'appuyant sur une série de données couvrant la période 1971-2000. En 2020, Météo-France publie une typologie des climats de la France métropolitaine dans laquelle la commune est exposée à un climat océanique et est dans la région climatique  Normandie (Cotentin, Orne), caractérisée par une pluviométrie relativement élevée (850 mm/a) et un été frais (15,5 °C) et venté. Parallèlement le GIEC normand, un groupe régional d'experts sur le climat, différencie quant à lui, dans une étude de 2020, trois grands types de climats pour la région Normandie, nuancés à une échelle plus fine par les facteurs géographiques locaux. La commune est, selon ce zonage, exposée à un « climat maritime », correspondant au Cotentin et à l'ouest du département de la Manche, frais, humide et pluvieux, où les contrastes pluviométrique et thermique sont parfois très prononcés en quelques kilomètres quand le relief est marqué.
Pour la période 1971-2000, la température annuelle moyenne est de 10,8 °C, avec une amplitude thermique annuelle de 11,1 °C. Le cumul annuel moyen de précipitations est de 857 mm, avec 14 jours de précipitations en janvier et 8,2 jours en juillet. Pour la période 1991-2020, la température moyenne annuelle observée sur la station météorologique la plus proche, située sur la commune de Balleroy-sur-Drôme à 22 km à vol d'oiseau, est de 11,2 °C et le cumul annuel moyen de précipitations est de 924,3 mm,. Pour l'avenir, les paramètres climatiques de la commune estimés pour 2050 selon différents scénarios d'émission de gaz à effet de serre sont consultables sur un site dédié publié par Météo-France en novembre 2022.

## Urbanisme

### Typologie
Au 1er janvier 2024, Vierville-sur-Mer est catégorisée commune rurale à habitat dispersé, selon la nouvelle grille communale de densité à 7 niveaux définie par l'Insee en 2022.
Elle est située hors unité urbaine.
Par ailleurs la commune fait partie de l'aire d'attraction de Bayeux, dont elle est une commune de la couronne,. Cette aire, qui regroupe 29 communes, est catégorisée dans les aires de moins de 50 000 habitants,.
La commune, bordée par la baie de Seine, est également une commune littorale au sens de la loi du 3 janvier 1986, dite loi littoral. Des dispositions spécifiques d'urbanisme s'y appliquent dès lors afin de préserver les espaces naturels, les sites, les paysages et l'équilibre écologique du littoral, comme le principe d'inconstructibilité, en dehors des espaces urbanisés, sur la bande littorale des 100 mètres, ou plus si le plan local d'urbanisme le prévoit.

### Occupation des sols

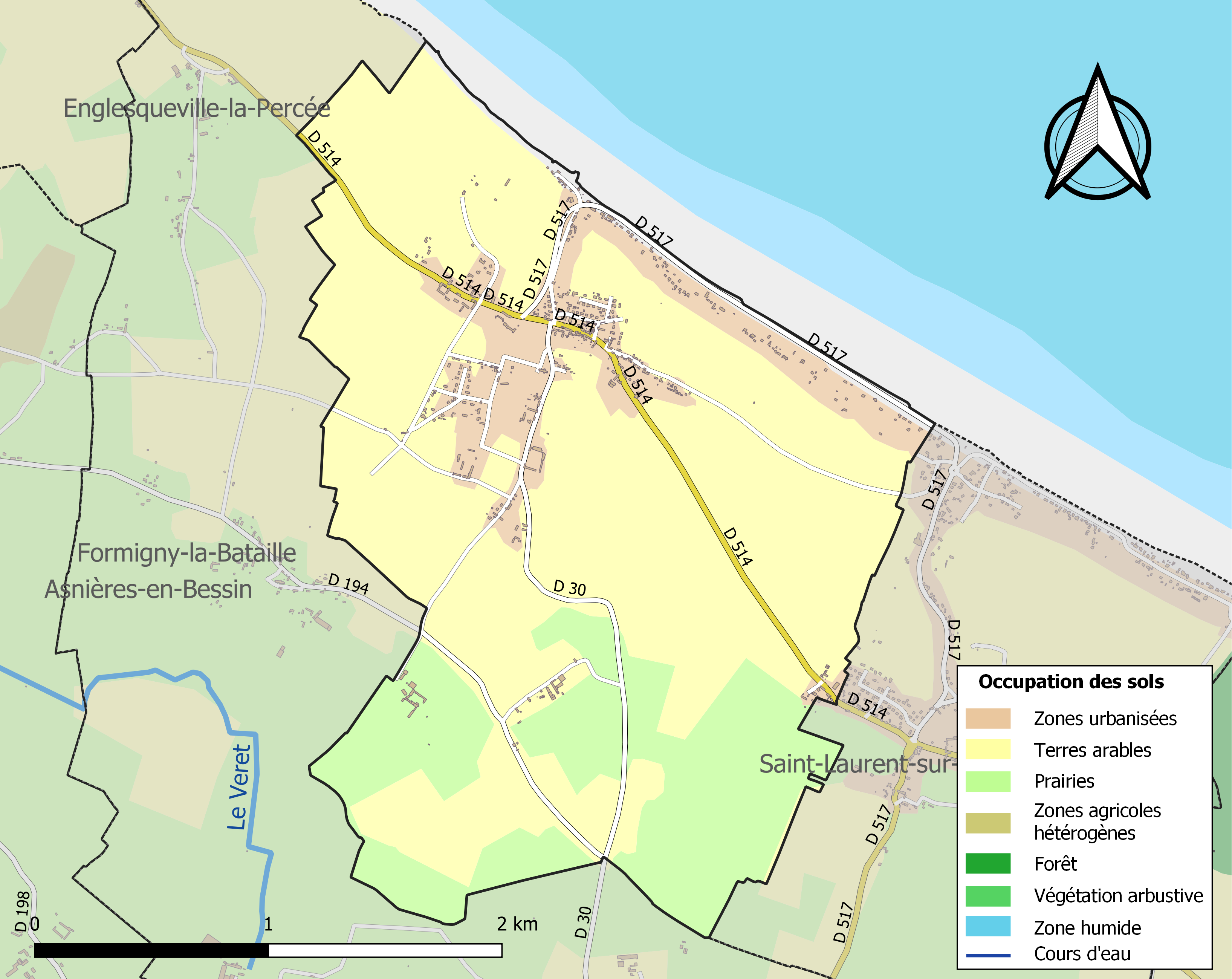
Carte des infrastructures et de l'occupation des sols de la commune en 2018 (CLC).

L'occupation des sols de la commune, telle qu'elle ressort de la base de données européenne d'occupation biophysique des sols Corine Land Cover (CLC), est marquée par l'importance des territoires agricoles (86,3 % en 2018), une proportion sensiblement équivalente à celle de 1990 (86,6 %).
La répartition détaillée en 2018 est la suivante : terres arables (65,5 %), prairies (20,8 %), zones urbanisées (12 %), espaces ouverts, sans ou avec peu de végétation (1,7 %).
L'évolution de l'occupation des sols de la commune et de ses infrastructures peut être observée sur les différentes représentations cartographiques du territoire : la carte de Cassini (XVIIIe siècle), la carte d'état-major (1820-1866) et les cartes ou photos aériennes de l'IGN pour la période actuelle (1950 à aujourd'hui).

## Toponymie
Mentionné sous la forme Wiarvilla en 1158 ; Viarvilla en 1164 ; [Guillermus de] Guiarvilla vers 1190 ; [Willelmus de] Wiarvilla en 1181 - 1198 ; Viarville en 1308 ; Vierville en 1793 ; Vierville-sur-Mer en 1913.
Il s'agit d'une formation toponymique médiévale en -ville, appellatif issu de l'ancien français ville au sens de « domaine rural », précédé de l'anthroponyme d'origine germanique continentale Withardus qui a donné les anciens prénoms, puis patronymes Viard, Viart, Wiard, Wiart (formes des dialectes d'oïl septentrionaux) et Guiard ailleurs.
Homonymie avec Vierville (Manche, Viarvilla 1284), en revanche l'homonymie de certaines formes avec Virville (Seine-Maritime, Vivridivilla, Vivridevillam et Wivridvillam vers 1035 ; [apud] Wivarevillam vers 1210) semble fortuite.

## Histoire

### Moyen Âge
La paroisse est le berceau de la famille d'extraction chevaleresque de Vierville issue d'une branche cadette des Villiers [-sur-Port],

### Temps modernes
Au XVIe siècle, Guillaume de Bailleul († 1569) est qualifié de seigneur de Vierville et de Louvières.

### Époque contemporaine
Lors du débarquement allié en Normandie, le 6 juin 1944, Vierville se trouve à l'extrême ouest d'une plage du débarquement désignée sous le nom tactique d'Omaha dans les sous-secteurs Charlie et Dog, lui-même scindé en tranches : white, red et green.
Le 116e régiment de la 29e division d'infanterie américaine a débarqué à basse mer devant Vierville, appuyé par des chars, des Rangers et du Génie.
Un port artificiel, le port Mulberry A, identique à celui d'Arromanches (Mulberry B) a été établi pour les troupes américaines, mais il a été partiellement détruit par une tempête au cours du mois de juin. L'estacade de Vierville, construite dans les années 1970 pour répondre aux besoins de touristes et pêcheurs à la ligne, prend appui sur un large caisson incliné en béton armé.

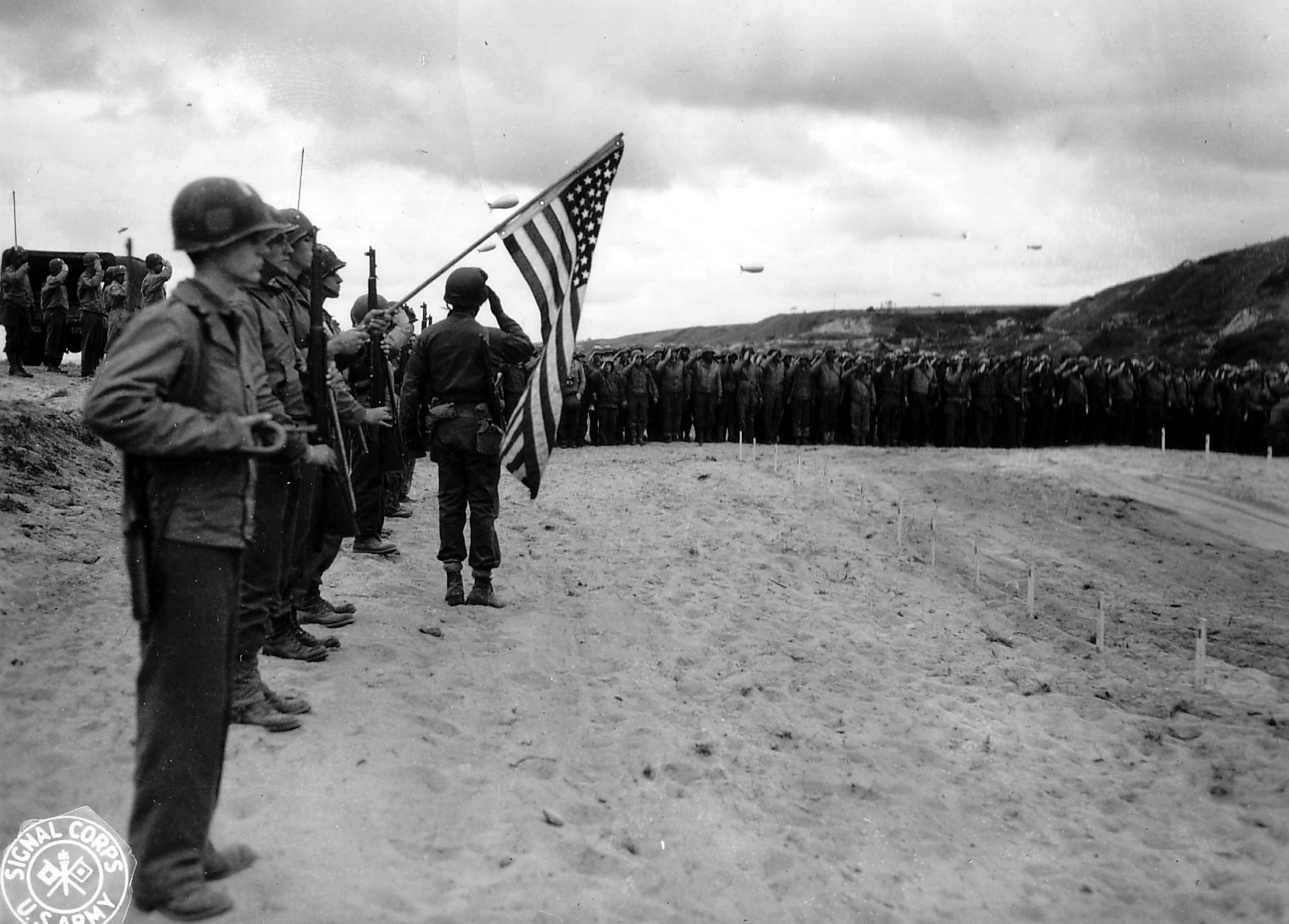
Cimetière provisoire à Vierville, avec la garde au drapeau et le clairon, le 10 juin 1944.
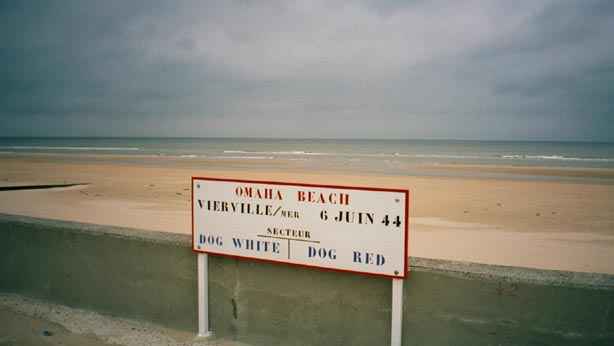
Limite de deux secteurs sur Omaha.
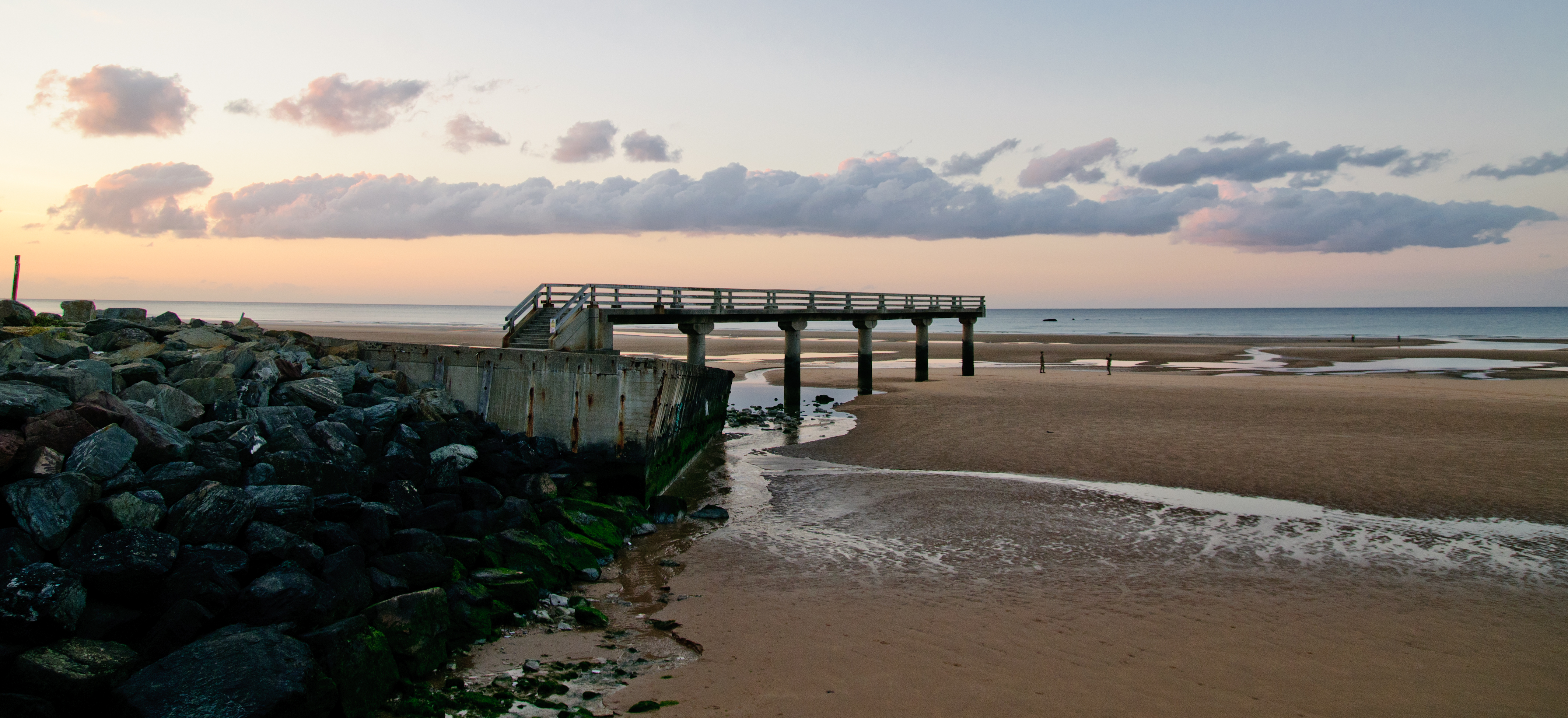
Estacade et caisson échoué, seul vestige du port Mulberry A.

## Politique et administration
| Période      | Période      | Identité                                 | Étiquette | Qualité                                  |
| ------------ | ------------ | ---------------------------------------- | --------- | ---------------------------------------- |
| 1842         | 1848         | Jean-Baptiste Génouin                    |           |                                          |
| 1848         | 1875         | Henri de Lépasse                         |           | Propriétaire                             |
| 1876         | 1887         | Léonce Charles de Marguerit de Rochefort |           | Propriétaire                             |
| 1887         | 1890         | Henry Ygouf                              |           | Propriétaire-exploitant                  |
| 1890         | 1895         | François Castel                          |           |                                          |
| 1895         | 1907         | Étienne de Cauvigny                      |           | Propriétaire                             |
| 1907         | 1908         | Laurent Ygouf                            |           | Propriétaire-exploitant                  |
| 1908         | 1912         | Étienne de Cauvigny                      |           | Propriétaire                             |
| 1913         | 1926         | Théophile Anger                          |           |                                          |
| 1926         | 1927         | Auguste Létienne                         |           | Médecin                                  |
| 1927         | 1933         | Léon Marie de Mons                       |           | Propriétaire                             |
| 1933         | 1935         | Fernand Leterrier                        |           | Propriétaire-exploitant                  |
| 1935         | 1941         | Hippolyte Dubois                         |           | Propriétaire-exploitant                  |
| 1941         | 1953         | Fernand Leterrier                        |           | Retraité                                 |
| 1953         | 1971         | Michel Hardelay                          |           | Architecte et ingénieur de l'ECP         |
| 1971         | 1979         | François de Bellaigue                    |           |                                          |
| 1979         | mars 1983    | Michel Hardelay                          |           |                                          |
| mars 1983    | janvier 2012 | Jean-Marie Oxéant                        | SE        | Chef de service éducatif                 |
| janvier 2012 | En cours     | Antoine de Bellaigue                     | SE        | Retraité de l'industrie agro-alimentaire |

## Population et société

### Démographie
L'évolution du nombre d'habitants est connue à travers les recensements de la population effectués dans la commune depuis 1793. Pour les communes de moins de 10 000 habitants, une enquête de recensement portant sur toute la population est réalisée tous les cinq ans, les populations de référence des années intermédiaires étant quant à elles estimées par interpolation ou extrapolation. Pour la commune, le premier recensement exhaustif entrant dans le cadre du nouveau dispositif a été réalisé en 2007.
En 2022, la commune comptait 232 habitants, en évolution de −1,69 % par rapport à 2016 (Calvados : +1,58 %, France hors Mayotte : +2,11 %).
| 1793 | 1800 | 1806 | 1821 | 1831 | 1836 | 1841 | 1846 | 1851 |
| ---- | ---- | ---- | ---- | ---- | ---- | ---- | ---- | ---- |
| 356  | 338  | 331  | 337  | 351  | 344  | 350  | 367  | 360  |

| 1856 | 1861 | 1866 | 1872 | 1876 | 1881 | 1886 | 1891 | 1896 |
| ---- | ---- | ---- | ---- | ---- | ---- | ---- | ---- | ---- |
| 391  | 401  | 408  | 368  | 372  | 402  | 412  | 383  | 372  |

| 1901 | 1906 | 1911 | 1921 | 1926 | 1931 | 1936 | 1946 | 1954 |
| ---- | ---- | ---- | ---- | ---- | ---- | ---- | ---- | ---- |
| 363  | 343  | 355  | 350  | 338  | 303  | 335  | 326  | 311  |

| 1962 | 1968 | 1975 | 1982 | 1990 | 1999 | 2006 | 2007 | 2012 |
| ---- | ---- | ---- | ---- | ---- | ---- | ---- | ---- | ---- |
| 290  | 265  | 255  | 292  | 256  | 237  | 240  | 240  | 250  |

| 2017 | 2022 | - | - | - | - | - | - | - |
| ---- | ---- | - | - | - | - | - | - | - |
| 229  | 232  | - | - | - | - | - | - | - |

### Manifestations culturelles et festivités
- Veillée Village : concert.
- 14 juillet : feu d'artifice pour commémorer la fête nationale.
- Mi-juillet : rendez-vous en famille, pêche à pied.
- Fin juillet : concours de châteaux de sable, balade sous les falaises.

## Économie
La commune se situe dans la zone géographique des appellations d'origine protégée (AOP) Beurre d'Isigny et Crème d'Isigny.
Depuis mars 2010, Vierville-sur-Mer forme avec Colleville-sur-Mer et Saint-Laurent-sur-Mer un groupement de « communes touristiques ».

## Culture locale et patrimoine

### Lieux et monuments
- Église Saint-André de Vierville-sur-Mer.
- Manoir de Vaumicel.
- Château de Vierville-sur-Mer.
- Une passerelle de 130 mètres de long est formée d'éléments des voies flottantes (ponton Whale) du port d'Arromanches.
- Un musée du débarquement, le musée D-Day Omaha, collection Brissard dans un bâtiment d'époque, inauguré en 1999[30].

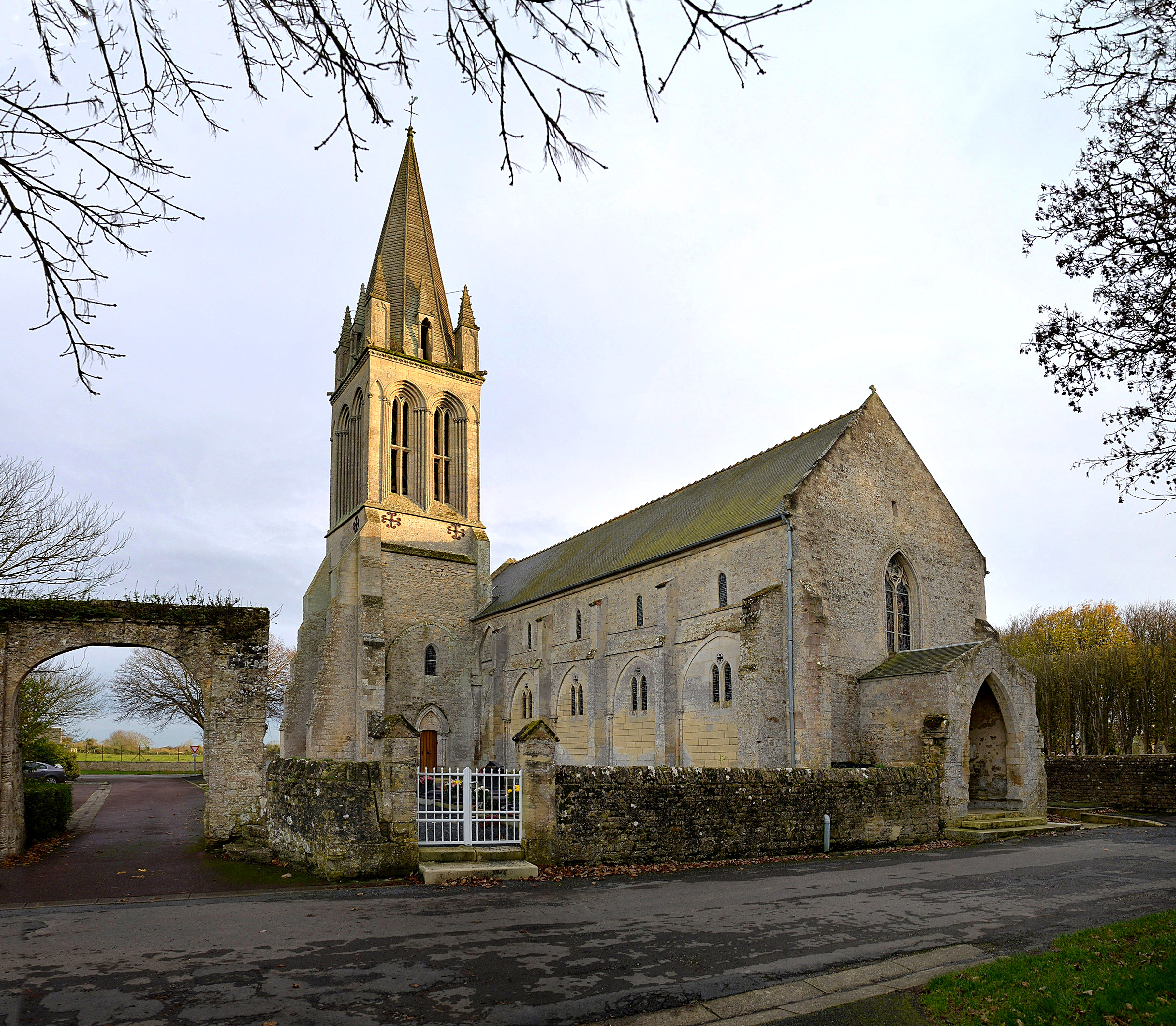
L'église Saint-André.
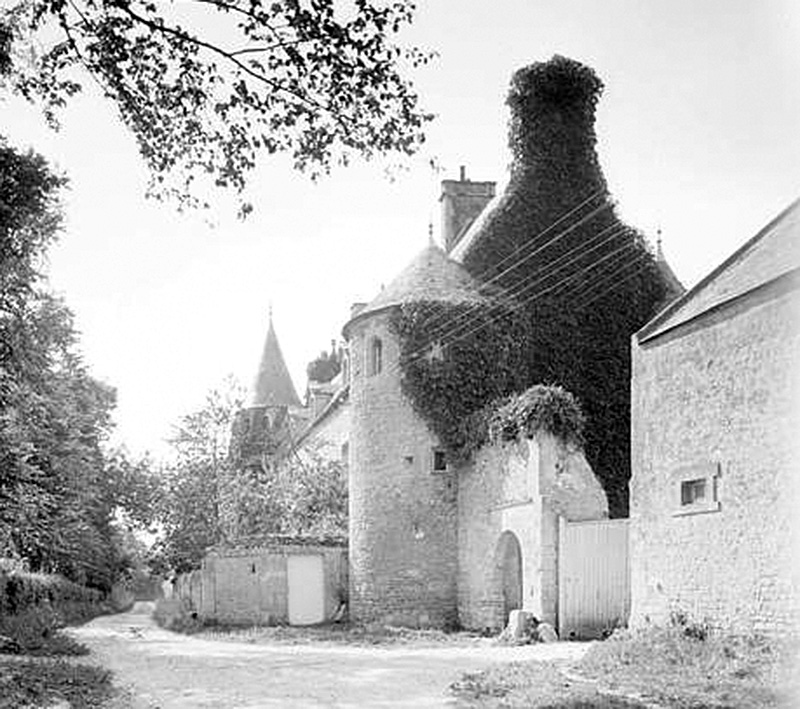
Le manoir de Veaumicel.
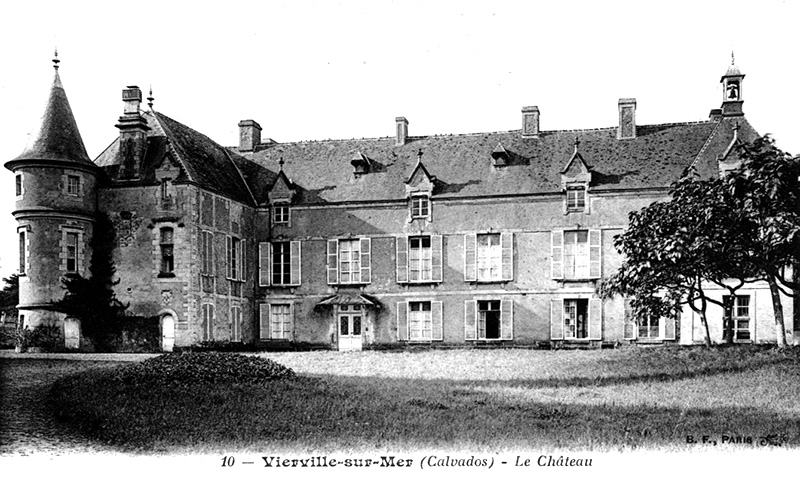
Le château de Vierville-sur-Mer.
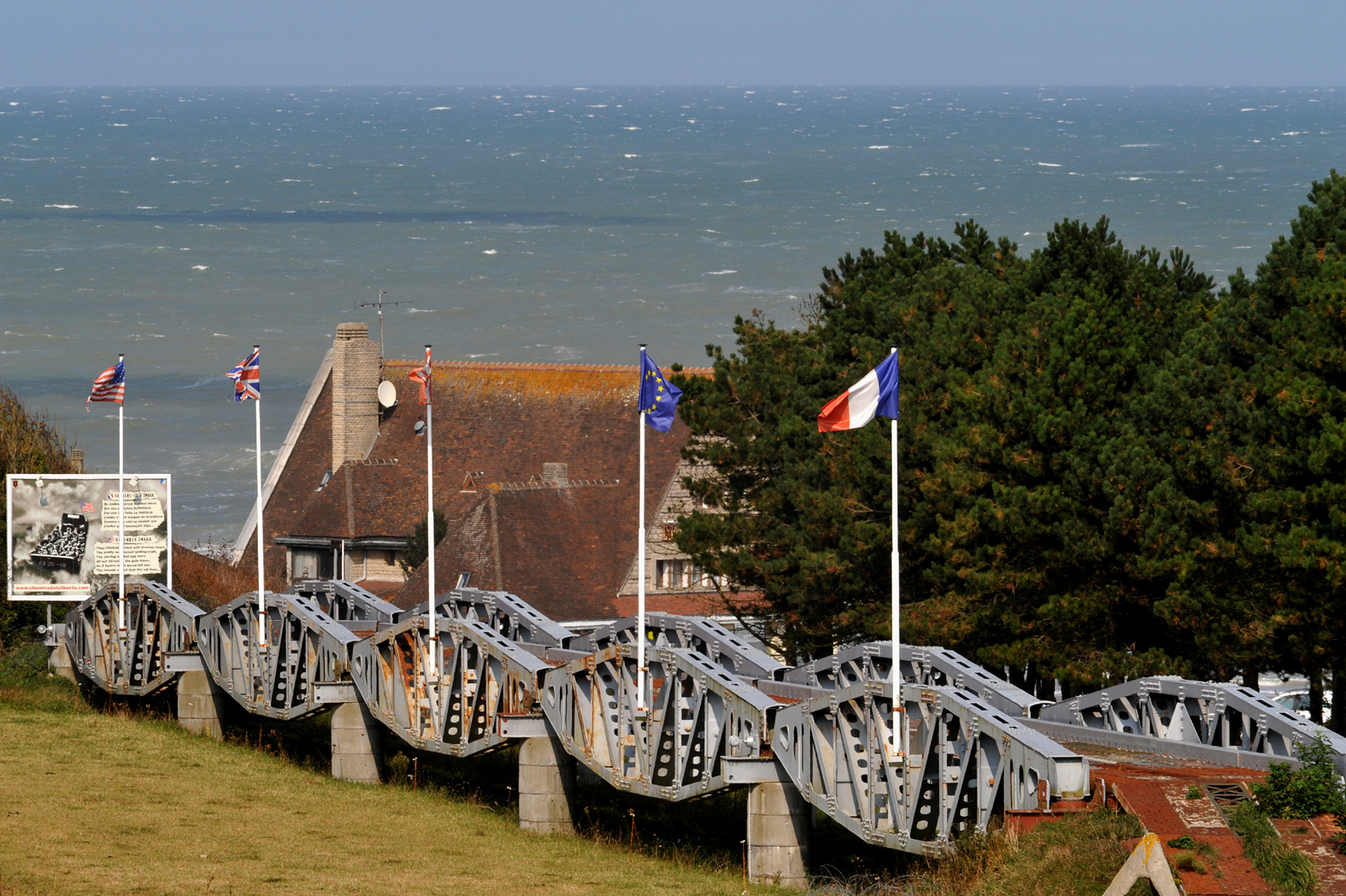
Les ponts d'Arromanches retrouvés en 2000 à Esvres (Indre-et-Loire).

### Héraldique
| Armes de Vierville-sur-Mer | Les armes de la commune de Vierville-sur-Mer se blasonnent ainsi : D'azur à trois canettes d'argent, au chef ondé de gueules chargé de trois fleurs de marguerite d'or et soutenu d'une divise ondée d'argent. |